# Trzy Dęby
Trzy Dęby, česky Tři duby, jsou přírodní památka tvořená duby letními (Quercus robur L.) u parkoviště na ulici Ignacego Łukasiewicza na levém břehu řeky Odra v Koźle Ve městě Kandřín-Kozlí v okrese Kandřín-Kozlí (Powiat kędzierzyńsko-kozielski) v Opolském vojvodství v jižním v Polsku. Nachází se také v mezoregionu Ratibořská kotlina a v Horním Slezsku.

## Další informace
V roce 2020 byl jeden ze tří dubů pokácen a to na základě dendrologického posudku o poškození kmene hnilobou a po vyřazení ze seznamu přírodních památek. Strom s dutinou a hnilobným poškozením svým možným pádem na parkoviště, vozovku a chodník představoval nebezpečí. Zbylé dva duby jsou v dobré kondici. Na místo původního pokáceného duby byl vysazen nový dub letní. Podle údajů z roku 2007:
| Výšky stromů:                    | 25, 26,5 a 23 m     |
| Obvod kmeneů (ve výčetní výšce): | 3,42, 3,78 a 3,61 m |
| Ochranné pásmo:                  | ze zákona           |
| Stáří stromů k roku 2007:        | asi 200 let         |

## Galerie

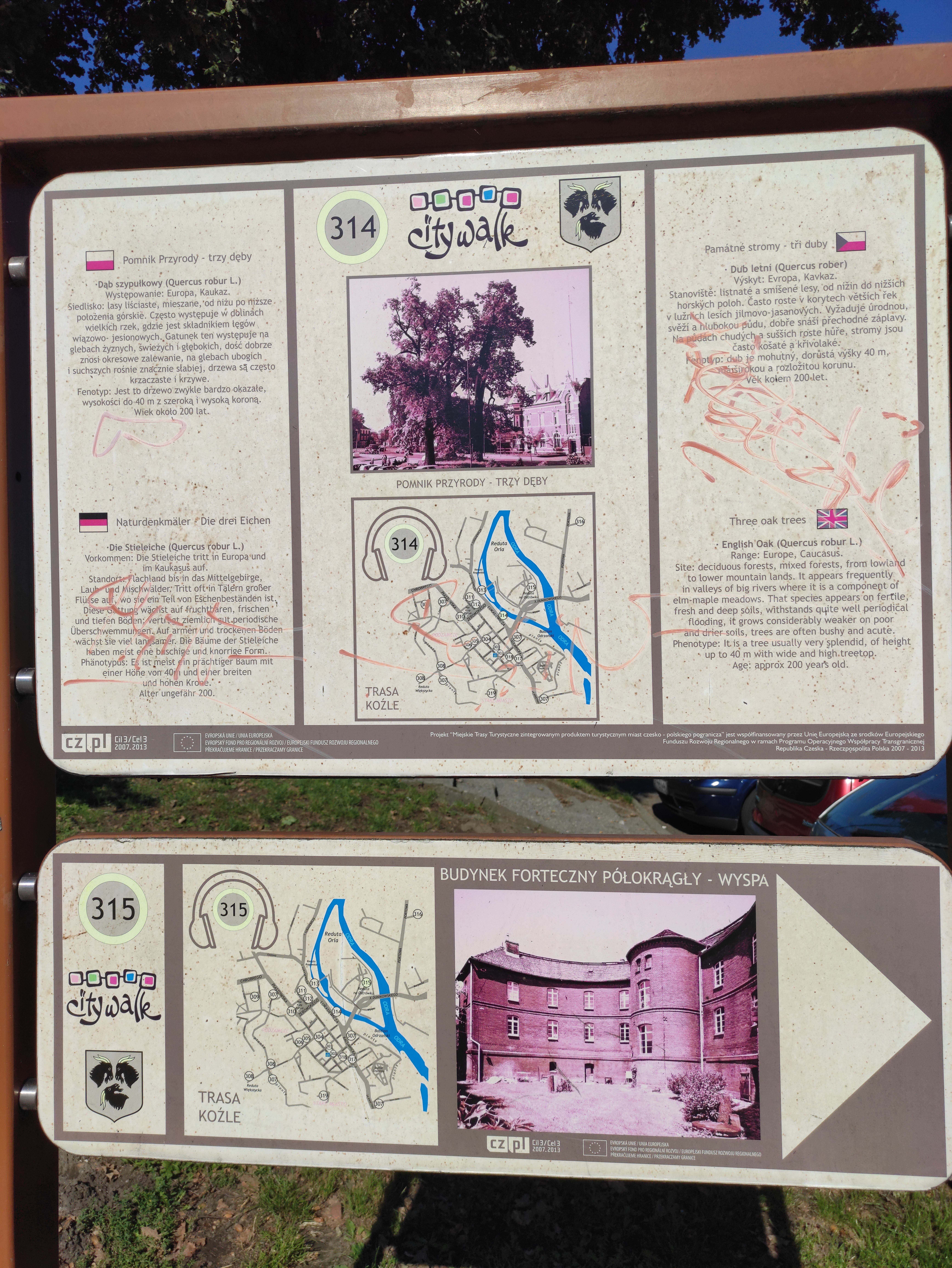
Informační panel u stromů